# Дубовка (Шахтёрский район)
Дубовка (укр. Дубівка) — село на Украине, находится в Шахтёрском районе Донецкой области. Под контролем самопровозглашённой Донецкой Народной Республики.

## География

#### Соседние населённые пункты по странам света
С: Медвежье
СВ: Водобуд
В: Николаевка, город Зугрэс
СЗ: город Харцызск
З: Золотарёвка
ЮЗ: Новониколаевка, Садовое
ЮВ: Широкое, Шахтное, Троицко-Харцызск
Ю: Новопелагеевка, Войково  

## Население
Население по переписи 2001 года составляло 50 человек.

## Общие сведения
Код КОАТУУ — 1425283402. Почтовый индекс — 86252. Телефонный код — 6255.

## Адрес местного совета
86252, Донецкая область, Шахтёрский р-н, с.Золотарёвка, ул.Ломоносова, 2